# Mărgineni, Neamț
Mărgineni là một xã thuộc hạt Neamț, România. Dân số thời điểm năm 2002 là 4043 người.